# Stigmasterolo
Lo stigmasterolo è uno sterolo di origine vegetale. È presente nell'olio di semi di soia, nella colza e in vari legumi.
È stato isolato nel 1906 da Adolf Windaus e A. Hauth da una miscela oleosa estratta dalla fava del Calabar.
È utilizzato come stabilizzante, agente nucleante del ghiaccio, allo scopo di provocare e mantenere la presenza di una dispersione di ghiaccio nell'ambito di un cocktail alcolico gelato.